# Hascosay
Hascosay est une île des Shetland.